# JanSport
JanSport es una marca estadounidense, dedicada a la fabricación de mochilas, bolsos y productos escolares. Es el mayor fabricante de mochilas del mundo. En Estados Unidos, junto con The North Face, ambas propiedad de VF Corporation, venden la mitad de las mochilas en el mercado.

## Historia
JanSport fue fundado en 1967 en Seattle (Washington) por Murray Pletz, y su esposa Janice "Jan" Lewis (por quien se le dio el nombre a la empresa), y su sobrino Skip Yowel.
En 1975, JanSport presentó el primer paquete de viaje convertible, así como su mochila de día.
En 1972, los fundadores empezaron escalas, junto a sus amigos, en Mount Rainier, en lo que ahora lleva el título de subida grupal consecutive más larga. En 2018, completaron su 46a escala anual acompañados de 16 empleados, distribuidores internacionales, socios sin fines de lucro y medios de communication.
En 1986, VF compró el entonces padre de JanSport, Blue Bell.
La sede corporativa de JanSport se encuentra en Greenwood Village, Colorado, en la sede de VF Outdoor donde comparte oficinas con los hermanos de división Lucy y The North Face . Una instalación de distribución en Everett, Washington, que abrió en 1971 cerró en marzo de 2012. El almacén de ropa colegiada de JanSport en Appleton, Wisconsin, cerró en 2017.